# エセキエル・ナバーロ
サンティアゴ・エセキエル・ナバーロ（Santiago Ezequiel Navarro 、2001年7月6日 - ）は、アルゼンチン・ブエノスアイレス州シウダ・エビータ出身のプロサッカー選手。ウラカン所属。ポジションは、ディフェンダー。

## クラブ歴
2019年7月24日、ウラカンとプロ契約を結んだ。2020年2月15日、0-2で敗れたホームのアルドシビ戦でアルゼンチン・プリメーラ・ディビシオンデビューを果たした。